# Хлебный десерт
Хлебный десерт (латыш. rupjmaizes kārtojums) ― традиционное латышское блюдо, которое готовится из ржаного хлеба рупьмайзе, варенья (чаще смородинового или брусничного) и взбитых сливок. Обычно его украшают тёртым тёмным шоколадом и/или корицей и часто подают со свежими ягодами и творогом.
Хлебный десерт похож по внешнему виду на британский трайфл или на итальянский тирамису. У этого десерта существует множество названий, например: хлебный суп, латышская амброзия. Это блюдо считается одним из главных национальных блюд Латвии, и оно было выбрано для представления Латвии в рамках культурного мероприятия Café Europe в 2006 году.

## Приготовление
Хлебный десерт готовят в прозрачном стакане, на дно которого сначала намазывают тонкий слой джема или варенья, а затем добавляют толстый слой слегка подслащенных взбитых сливок или маскарпоне. Затем полученную массу посыпают сухариками из ржаного хлеба. Такие слои накладываются до самого верха стакана. В конце добавляется последняя ложка взбитых сливок, которая затем посыпается шоколадной крошкой ― для улучшения внешнего вида десерта.
Настоящий хлебный десерт готовят из традиционного латышского ржаного хлеба ― рупьмайзе. Хлеб мелко натирают и поджаривают на сковороде, если он не подсохший. Затем полученные сухари приправляют корицей и сахаром. Вместо хлеба рупьмайзе иногда используют бородинский хлеб или пумперникель. Иногда при приготовлении десерта хлеб пропитывается бренди.
После приготовления десерт охлаждают в течение нескольких часов, чтобы лучше чувствовался вкус всех ингредиентов.